# Pachyuromys duprasi
Pachyuromys duprasi е вид гризач от семейство Мишкови (Muridae). Видът не е застрашен от изчезване.

## Разпространение и местообитание
Разпространен е в Алжир, Египет, Западна Сахара, Либия, Мавритания, Мароко и Тунис.
Обитава пустинни области, места с песъчлива почва, дюни, крайбрежия и плажове в райони с умерен климат, при средна месечна температура около 19,1 градуса.

## Описание
Теглото им е около 47,5 g.
Достигат полова зрялост на 1,8 месеца и живеят около 4,4 години. Популацията на вида е стабилна.